# Cladonotus turrifer
Cladonotus turrifer är en insektsart som beskrevs av Walker, F. 1871. Cladonotus turrifer ingår i släktet Cladonotus och familjen torngräshoppor. Inga underarter finns listade i Catalogue of Life.